# Biała Cisa
Biała Cisa (ukr. Біла Тиса Biła Tysa) – rzeka w Karpatach Wschodnich na Ukrainie.
Wypływa spod szczytu Stoh na granicy Czarnohory, Karpat Marmaroskich i Gór Czywczyńskich. Po około 10 km łączy się powyżej Rachowa z Czarną Cisą, tworząc Cisę.